# Deopalpus aldrichi
Deopalpus aldrichi är en tvåvingeart som först beskrevs av Townsend 1931.  Deopalpus aldrichi ingår i släktet Deopalpus och familjen parasitflugor. Inga underarter finns listade i Catalogue of Life.